# Альман (деревня)
Альман (удм. Ышемпочинка) — деревня в Якшур-Бодьинском районе Удмуртской республики.

## География
Находится в центральной части Удмуртии на расстоянии приблизительно 7 км на север по прямой от районного центра села Якшур-Бодья.

## История
Известна с 1932 года. До 2021 год входила в состав Якшурского сельского поселения.

## Население
Постоянное население составляло 73 человека в 2002 году (удмурты 79 %), 58 в 2012.